# تشارلز دو (لاعب اتحاد الرغبي)
تشارلز دو (بالإنجليزية: Charles Doe)‏ هو لاعب اتحاد الرغبي أمريكي، ولد في 4 سبتمبر 1898 في سان فرانسيسكو في الولايات المتحدة، وتوفي في 19 نوفمبر 1995 في مقاطعة كونترا كوستا في الولايات المتحدة.

## وصلات خارجية
- تشارلز دو عل موقع إسبنسكروم (الإنجليزية)
- تشارلز دو على موقع اللجنة الأولمبية الدولية (الإنجليزية)
- تشارلز دو على موقع أوليمبيديا (الإنجليزية)